# Jindřich Polák
Jindřich Polák (né le 5 mai 1925 à Prague et mort dans la même ville le 22 août 2003) est un réalisateur et scénariste tchécoslovaque, puis tchèque.

## Biographie
Jindřich Polák est le co-scénariste avec Ota Hofman de la série télévisée pour la jeunesse Pan Tau.

## Filmographie partielle
- 1963 : Ikarie XB-1
- 1977 : Zítra vstanu a oparím se cajem
- 1979 : Smrt stopařek
- 1985 : Expédition Adam 84 (série télévisée)
- 1993 : Kacenka a strasidla